# ترسترپ
ترسترپ (به سوئدی: Törestorp) یک منطقهٔ مسکونی در سوئد است که در Gnosjö Municipality واقع شده‌است.

## خصوصیات
ترسترپ ۰٫۵۸ کیلومترمربع مساحت و ۲۰۳ نفر جمعیت دارد.